# Stacja Narciarska Grapa-Litwinka w Czarnej Górze
Kompleks narciarski Grapa Ski w Czarnej Górze – kompleks tras narciarskich położony na północno-zachodnim zboczu Czarnej Góry (902 m n.p.m.) we wsi Czarna Góra w gminie Bukowina Tatrzańska w powiecie tatrzańskim. Ośrodki w tej wsi są często mylone z ośrodkiem Czarna Góra w masywie Śnieżnika.

## Wyciągi
W skład kompleksu wchodzą:
- krzesełkowa, wyprzęgana, 4-osobowa kolej linowa firmy Doppelmayr, zamontowana przez firmę Elster z Nowego Sącza, o długości 1000 m, różnicy wzniesień 151 m i przepustowości 2 400 osób/godzinę (czas wjazdu – 3 minuty),
- wyciąg orczykowy o długości 120 m, przewyższeniu 14 m i przepustowości 400 osób na godzinę (czas wjazdu – 2 minuty),
- wyciąg orczykowy o długości 400 m, przewyższeniu 77 m i przepustowości 900 osób/godzinę,
- wyciąg taśmowy o długości 60 m, przewyższeniu 7 m i przepustowości 1200 osób/godzinę.

Łączna przepustowość wyciągów to 4 900 osób na godzinę.

## Trasy
| Nazwa trasy | Trudność  | Start                                | Start                 | Meta                                 | Meta                  | Dłu- gość (m) | Prze- wyż- sze- nie (m) | Na- chy- le- nie (%) | Oś- wie- tle- nie | Sztucz- ne naśnie- żanie | Homologacja FIS | Homologacja FIS | Uwagi                                                              |
| Nazwa trasy | Trudność  | nazwa                                | wyso- kość (m n.p.m.) | nazwa                                | wyso- kość (m n.p.m.) | Dłu- gość (m) | Prze- wyż- sze- nie (m) | Na- chy- le- nie (%) | Oś- wie- tle- nie | Sztucz- ne naśnie- żanie | numer           | ważna do        | Uwagi                                                              |
| ----------- | --------- | ------------------------------------ | --------------------- | ------------------------------------ | --------------------- | ------------- | ----------------------- | -------------------- | ----------------- | ------------------------ | --------------- | --------------- | ------------------------------------------------------------------ |
| A           | czerwona  | górna stacja wyciągu krzesełkowego A | 891                   | dolna stacja wyciągu krzesełkowego A | 740                   | 1000          | 151                     | 22                   | tak               | tak                      |                 |                 |                                                                    |
| B           | niebieska | górna stacja wyciągu orczykowego B   |                       | dolna stacja wyciągu orczykowego B   |                       | 151           | 14                      | 12                   | tak               | tak                      |                 |                 |                                                                    |
| C           | niebieska | górna stacja wyciągu orczykowego C   |                       | dolna stacja wyciągu orczykowego C   |                       | 400           | 77                      | 19                   | tak               | tak                      |                 |                 |                                                                    |
| D           | niebieska | górna stacja wyciągu taśmowego D     |                       | dolna stacja wyciągu taśmowego D     |                       | 400           | 86                      | 12                   | tak               | tak                      |                 |                 | trasa dzielona na trasę dla początkujących narciarzy i snowtubingu |

W sumie w ofercie znajdzie się 1 920 m tras zjazdowych o różnym stopniu trudności.
Trasy są naśnieżane przez armatki śnieżne i przygotowywane przez ratraki.

## Dojazd
Kompleks Grapa Ski w okresie zimowym oferuje klientom darmowy transport SkiBusami z pobliskich miejscowości: Białki Tatrzańskiej, Bukowiny Tatrzańskiej i Trybsza. Skibusy jeżdżą zgodnie ze stały rozkładem, zorganizowane grupy są dowożone kursami na życzenie, poza rozkładem.
Możliwy jest dojazd samochodem zarówno do dolnej stacji wyciągu krzesełkowego (polecana trasa od strony Trybsza, z łatwiejszym dojazdem i znacznie większym parkingiem), jak i do stacji górnej (od strony Bukowiny Tatrzańskiej).

## Dodatkowa infrastruktura
Na terenie Stacji dostępne są:
- całoroczna karczma widokowa, w zimie także dwie inne karczmy oraz stoiska z regionalnymi góralskimi specjałami (m.in.: oscypki, korboce, moskole, smalec).
- dwa bezpłatne parkingi:
  - przy dolnej stacji wyciągu krzesełkowego – na 250 samochodów (łatwiejszy dojazd, bez przewyższeń),
  - przy górnej stacji wyciągu krzesełkowego – na 50 samochodów
- bezpłatne WC
- wypożyczalnia sprzętu narciarskiego i serwis narciarski
- szkoła narciarstwa i snowboardu oraz przedszkole narciarskie „Dimbo”.

Kompleks ułatwia znalezienie noclegów dla swoich klientów w pensjonatach w Czarnej Górze i innych pobliskich miejscowościach.

## Atrakcje w sezonie letnim i plany na przyszłość
Od 2019 roku kompleks Grapa Ski działa całorocznie. W lecie działalność spółki skupia się na prowadzeniu największego w okolicy obiektu gastronomicznego, firma oferuje klientom także organizację atrakcji turystycznych (m.in. wzorowane na kuligach przejazdy zaprzęgami konnymi, czy organizację imprez okolicznościowych w stylu regionalnym, z występem góralskich kapel i elementami tradycji górali spiskich i tatrzańskich zbójników). Spółka ma w planach dalsze rozbudowywanie atrakcji nie tylko dla sezonu zimowego, ale także letniego, aby stać się całorocznym kompleksem turystycznym.

## Operator
Operatorem stacji jest spółka Kompleks Turystyczno-Narciarski Czarna Góra – Grapa Sp. z o.o. 

## Historia
Kompleks został uruchomiony 22 grudnia 2010 roku. Pracownicy do dziś wspominają, że „zapowiadała się całkowicie bezśnieżna zima, tymczasem w dniu otwarcia – na całym Podhalu i Spiszu spadło ponad pół metra śniegu w jedną noc”. 
Jeszcze w tym samym sezonie na terenie kompleksu zaczęły funkcjonować dodatkowe usługi: wypożyczalnia i serwis sprzętu, dwie mniejsze gastronomie oraz szkółka narciarska „Sarenka Team” (obecnie zastąpiona przez przedszkole i szkółkę narciarską „Dimbo”). 
Od 2011 roku na terenie kompleksu zaczęły funkcjonować dwie nowe atrakcje: snowtubing oraz wydzielony od tras rekreacyjnych snowpark z rampami do jazdy wyczynowej. 
W 2016 roku na terenie kompleksu Grapa Ski wybudowano karczmę serwującą kuchnię góralską oraz tradycyjną. Obecnie karczma jest czynna całorocznie i jest największym obiektem tego typu w okolicy.

## Galeria

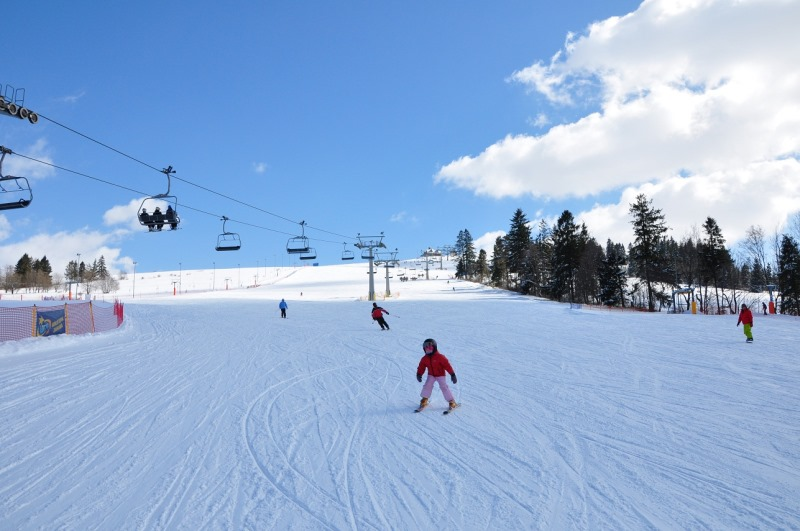
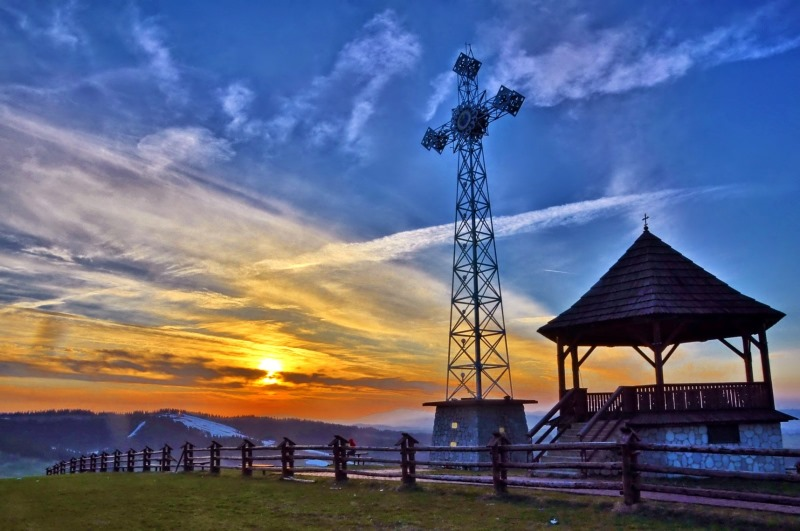
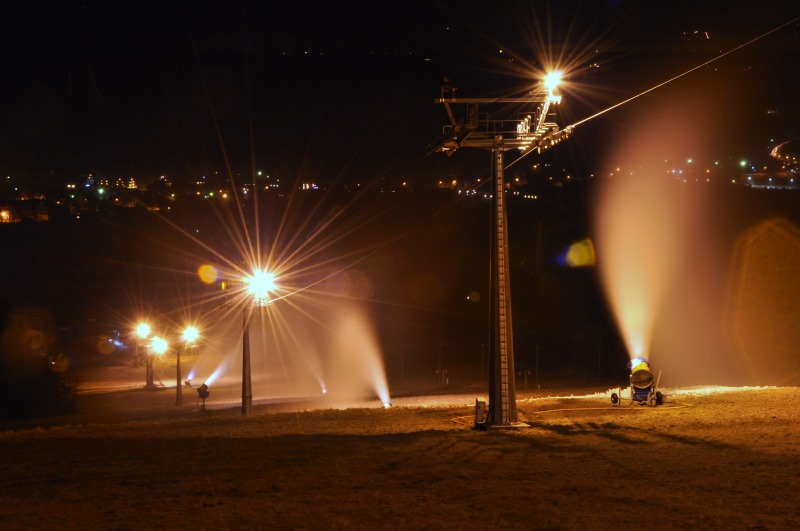
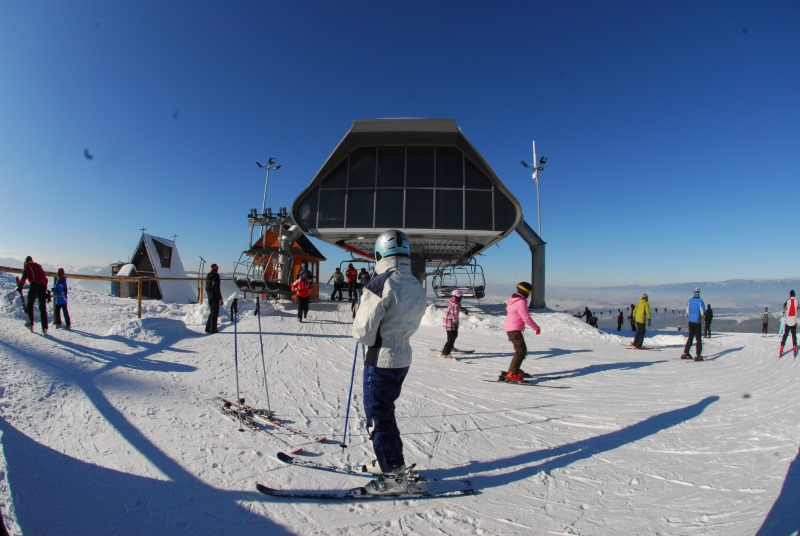
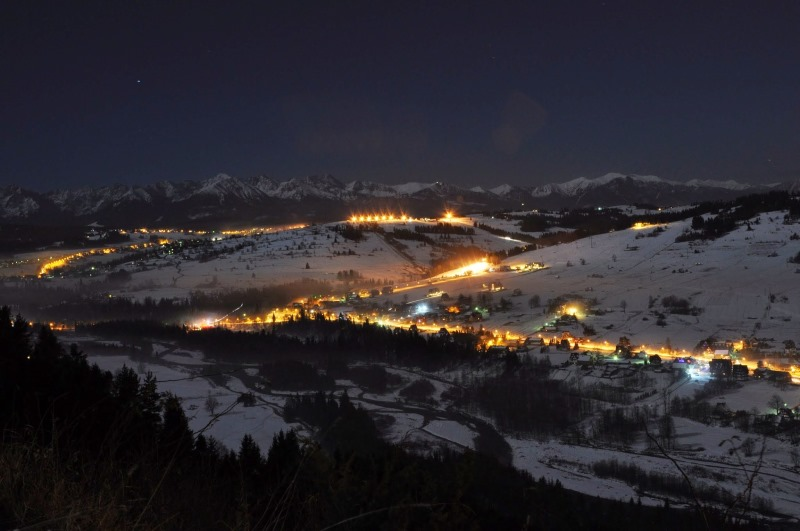